# Reedsville (Pennsilvània)
Reedsville és una concentració de població designada pel cens dels Estats Units a l'estat de Pennsilvània. Segons el cens del 2000 tenia 858 habitants.

## Demografia
Segons el cens del 2000, Reedsville tenia 858 habitants, 324 habitatges, i 226 famílies. La densitat de població era de 120,9 habitants/km².
Dels 324 habitatges en un 29,3% hi vivien nens de menys de 18 anys, en un 57,7% hi vivien parelles casades, en un 9% dones solteres, i en un 30,2% no eren unitats familiars. En el 24,1% dels habitatges hi vivien persones soles el 12,7% de les quals corresponia a persones de 65 anys o més que vivien soles. El nombre mitjà de persones vivint en cada habitatge era de 2,47 i el nombre mitjà de persones que vivien en cada família era de 2,94.
Per edats la població es repartia de la següent manera: un 22,1% tenia menys de 18 anys, un 6,1% entre 18 i 24, un 28,2% entre 25 i 44, un 22,7% de 45 a 60 i un 20,9% 65 anys o més.
L'edat mediana era de 40 anys. Per cada 100 dones de 18 o més anys hi havia 88,7 homes.
La renda mediana per habitatge era de 30.833 $ i la renda mediana per família de 32.583 $. Els homes tenien una renda mediana de 25.481 $ mentre que les dones 20.938 $. La renda per capita de la població era de 13.591 $. Entorn del 4,4% de les famílies i el 5% de la població estaven per davall del llindar de pobresa.

## Poblacions més properes
El següent diagrama mostra les poblacions més properes.